# Carl-Henning Pedersen og Else Alfelts Museum
Carl-Henning Pedersen og Else Alfelts Museum er et kunstmuseum i Birk uden for Herning. Det blev indviet i 1976 og rummer mere end 4.000 værker af  Carl-Henning Pedersen og Else Alfelt. Hovedparten stammer fra et gavebrev, som Carl-Henning Pedersen udstedte i forbindelse med museets oprettelse.
Foruden at vise værker fra museets egne samlinger, arrangeres særudstillinger med andre kunstnere med tilknytning til COBRA-bevægelsen.
Museet ligger i en cirkelformet bygning, hvis yderside er beklædt med en 90 meter lang keramisk frise af Carl-Henning Pedersen. Arkitektfirmaet C. F. Møller har efter C.Th. Sørensens idé forestået den arkitektoniske udformning af museet.
Bygningen knytter sig til den eksisterende bebyggelse, den runde, tidligere Anglifabrik, der i dag huser Herning Kunstmuseum og den cirkulære skulpturpark (begge fra 1965). I 1992-93 blev museet udvidet med en tilbygning med form som et tresidet prisme, hvis ene side er af glas, mens de to øvrige er beklædt med blå keramiske fliser malet af Carl-Henning Pedersen.